# صالح هويدي
الدكتور صالح هويدي ناصر أستاذ النقد الأدبي المشارك، درّس في عدد من الجامعات العراقية والعربية منها عجامعة الكوفة، جامعة المستنصرية، جامعة السابع من أبريل ، الجامعة الأمريكية في الشارقة (محاضر) جامعة الجزيرة، أنجز عدداً من الورش الأدبية لتفعيل أدب الشباب في دولة الإمارات ، كما شارك في عدد من المؤتمرات والندوات في عدة دول عربية. 
كما أسهم في مؤتمرات وندوات جامعات إماراتية، كجامعة الشارقة، وجامعة الإمارات، والجامعة الأمريكية بالشارقة.

## شهادات
1. حاصل على شهادة الدكتوراه في الأدب الحديث ونقده (جامعة بغداد ) عام 1986 .
2. حاصل على شهادة الماجستير في البلاغة والنقد الأدبي والأدب المقارن (جامعة القاهرة ) عام 1980 .

## الجوائز والتكريمات[3]
1. فاز كتابه جبل السرد العائم، عن القصة الإماراتية بجائزة أفضل كتاب إماراتي عام 2012 وكرم من قبل صاحب السمو الشيخ الدكتور سلطان بن محمد القاسمي عضو المجلس الأعلى حاكم إمارة الشارقة.
2. فاز كتابه (فتنة السرد) بجائزة الإبداع العراقي في حقل النقد الأدبي التي تقيمها وزارة الثقافة والسياحة والآثار العراقية عام 2019.
3. حاصل على عشرات التكريمات من المؤسسات الثقافية الإماراتية: الشارقة، أبو ظبي، رأس الخيمة، عجمان، الفجيرة، أم القيوين.
4. كرم من قبل مركز نيبور في محافظة القادسية وقدم رؤيته النقدية أمام جمهور من المثقفين العراقيين وأساتذة جامعة القادسية الذين قدموا مداخلات عن مسيرته.

## العمل والمهام العلمية
1. شغل مهام رئيس قسم للغة العربية في كلية الآداب / زوارة ( جامعة السابع من أبريل ).
2. عمل موجها تربويا للغة العربية بوزارة التربية والتعليم بالإمارات منذ عام 2000.
3. عمل موجهاً في إدارتي إدارة البحوث والدراسات والاتصال الحكومي.
4. عضو في عدد من لجان تحكيم الجوائز الأدبية كجوائز اتحاد كتاب وأدباء الإمارات(غانم غباش) للقصة القصيرة/ وجائزة مجلة (دبي الثقافية)/ وجائزة المجلس الوطني للثقافة والفنون والآداب في الكويت/ وجائزة الإبداع بدائرة الثقافة والإعلام/ وجائزة معرض الشارقة للكتاب وهيئة الكتاب لاحقاً/ وجائزة راشد بن حميد للثقافة والعلوم بعجمان/ وجائزة المجلس الأعلى للأسرة والطفولة بالشارقة، وجائزة الشيخة لطيفة بنت محمد لإبداعات الطفولة بدبي.
5. أسهم في إنجاز الموسوعة الوطنية لوزارة الثقافة والشباب الإماراتية لكتابة «مداخل تعريفية بالأدب الإماراتي».
6. أسهم في مشروع الجامعة الأمريكية بالقاهرة للكتابة عن الكتاب الإماراتيين والعراقيين بتحرير( قاموس الأدباء العرب).
7. أشرف على البرنامج الثقافي للنادي الثقافي العربي بالشارقة وأداره.
8. مثل اتحاد كتاب وأدباء الإمارات عدة مرات في كل من ليبيا والمغرب.
9. يقود ورشة لعدد من الكتاب والكاتبات الإماراتيين الشباب لإنجاز مجموعة قصصية تستلهم أجواء ألف ليلة وليلة بطريق سردية مبتكرة ومن منظور معاصر، بتكليف من (ملتقى الراوي) بمعهد الشارقة للتراث في طور الإنجاز.
10. تابع التجربة الأدبية للأدب الإماراتي الحديث، وقدم كتابين نقديين، أحدهما عن الخطاب الشعري، والآخر عن القصة القصيرة.
11. شارك في ملتقيات وندوات معظم المؤسسات الثقافية الإماراتية.
12. عضو هيئة استشارية في عدد من المجلات العلمية العربية المحكمة: جامعة بغداد- كلية التربية للبنات/ جامعة عباس لغرور/

## اتحادات وروابط
1. عضو اتحاد الأدباء والكتاب في العراق، وشغل مهام أمين الشؤون الثقافية وأمين الشؤون الداخلية فيه للمدة من 1991 حتى 1993.
2. عضو رابطة نقاد الأدب في العراق .
3. عضو مجلس أمناء جائزة راشد بن حمد الشرقي للإبداع.
4. أسهم في تفعيل نادي القصة في اتحاد الأدباء والكتاب في دولة الإمارات، بمشاركة بعض الزملاء، وظهرت من خلال ورش النادي مواهب قصصية وروائية لكتاب وكاتبات فازوا بجوائزوأصبحوا معروفين في الساحة الثقافية، وصدرت لهم أعمال إبداعية.
5. عضو اتحاد كتاب وأدباء الإمارات(لجنة التأليف والنشر)و (لجنة القبول (العضوية).
6. عضو مجلس إدارة النادي الثقافي العربي.

## مجلات ودوريات
1. مدير تحرير مجلة دراسات ( المحكمة ) الصادرة عن اتحاد كتاب وأدباء الإمارات منذ 2007 حتى 2015.
2. عضو هيئة تحرير مجلة شؤون أدبية الصادرة عن اتحاد كتاب وأدباء الإمارات.
3. عضو هيئة تحرير مجلة الثقافة التربوية ( المحكمة ) التي تصدرها وزارة التربية والتعليم بدبي .
4. أحد الأعضاء المؤسسين لـ مجلة بيت السرد التي تصدر عن اتحاد كتاب وأدباء الإمارات.
5. مدير تحرير مجلة (الموروث)، المجلة البحثية المحكمة التي يصدرها معهد الشارقة للتراث بالشارقة منذ 2016.
6. عضو هيئة تحرير مجلة الأديب المعاصر، مجلة الاتحاد العام للأدباء والكتاب في العراق 1992.

## إصداراته
نشر بحوثه ودراساته في معظم الدوريات العربية، وأصدر عدداً من الكتب والمؤلفات منها: 
1. الترميز في الفن القصصي العراقي الحديث: دار الشؤون الثقافية العامة، وزارة الثقافة والإعلام، بغداد 1989 م.
2. التوظيف الفني للطبيعة في أدب نجيب محفوظ: دار الشؤون الثقافية العامة، وزارة الثقافة والإعلام، بغداد 1992 م.
3. بنية الرؤيا ووظيفتها في القصة العراقية القصيرة: دار الشؤون الثقافية العامة، وزارة الثقافة والإعلام، سلسلة الموسوعة الصغيرة ( 386 )، 1993 م.
4. النقد الأدبي الحديث - قضاياه ومناهجه - منشورات جامعة السابع من أبريل، ليبيا 1998 م.
5. تحليل النصوص الأدبية بالاشتراك مع د.عبد الله إبراهيم، دار الفكر الجديد، بيروت 1999 م.
6. صفحات من كتاب التراث: دائرة الثقافة والإعلام، الشارقة 2002 م.
7. العبور إلى أزمنة التيه، بالاشتراك مع الناقد محمد الجزائري: دائرة الثقافة والإعلام، الشارقة، 2003 م.
8. صورة النوخذة في الرواية الإماراتية الحديثة، مركز زايد للتراث والتاريخ، العين، الإمارات العربية المتحدة 2005.
9. لعبة النص؛ قراؤات في الشعر والسرد،دائرة الثفاة والإعلام، الشارقة 2007
10. الوعي الشقي قراءة في البنية العميقة لشعر سامي مهدي، دار فضاءات ، الأردن 2010
11. الخطاب الشعري الحديث في الإمارات ، ج1 ، دار الصدى، دبي 2010
12. جبل السرد العائم، مقاربات تطبيقية في القصة الإماراتية القصيرة، اتحاد كاب وأدباء الإمارات ، الشارقة ، 2012
13. في انتظار أوروك، مجموعة شعرية، دائرة الثقافة والإعلام، الشارقة- دولة الإمارات 2012.
14. مهارات الاتصال في اللغة العربية، مراجعة وإشراف، جامعة الجزيرة 2012.
15. مقاربات في الثقافة والتراث، دار الشؤون الثقافية، وزارة الثقافة والإعلام، سلسلة الموسوعة الثقافية، العراق، 2013.
16. الضوء والفراشة: مقاربات تطبيقية في الشعر العربي، الشارقة، دائلرة الثقافة والإعلام 2015.
17. فتنة السرد- مقاربات نقدية في السرد الحكائي العربي، معهد الشارقة للتراث، دولة الإمارات 2016.
18. السرد الوامض-مقاربة في نقد النقد- دائرة الثقافة والإعلام، الشارقة- دولة الإمارات 2017.
19. قراءات في فكر خلدون النقيب، بالإشتراك، دبي، مؤسسة العويس الثقافية، سلسلة النزات(16)، الإمارات العربية المتحدة 2014.
20. الرواية العربية في القرن العشرين، بالإشتراك 2016.
21. الثقافة والمثقف العربي- بحوث ومراجعات نقدية، بالإشتراك، سوريا- دار نينوى 2017.
22. منهج البحث العلمي، الشارقة، معهد الشارقة للتراث، دولة الإمارات 2018.